# Sponsoring (film)
Sponsoring – polsko-niemiecko-francuski film z roku 2011 w reżyserii Małgorzaty Szumowskiej.
Film kręcono od 31 maja do 18 lipca 2010. Dofinansowanie filmu wsparł Polski Instytut Sztuki Filmowej.

## Fabuła
Anna, dziennikarka magazynu dla kobiet „Elle”, pisze materiał nt. prostytuujących się paryskich studentek. Spotyka się z dwiema młodymi call-girls: Polką Alicją i Francuzką Charlotte. Ich opowieści skłaniają ją do zadawania sobie pytań dotyczących jej własnej seksualności i ustabilizowanego życia.

## Odbiór i krytyka filmu
Film wzbudził duże kontrowersje wśród krytyków we Francji. Zdaniem recenzenta „Le Figaro” główna bohaterka filmu „gdy nie ma kłopotów z niedomykającą się lodówką, stawia sobie wiele pytań” i „my także [to robimy], biorąc pod uwagę miałkość tematu tego „soft porno”. Recenzent „Le Monde” wytykał negatywne przerysowanie męskich postaci i pisał o drażniącym sposobie filmowania. Z kolei „Libération” i „Le Point” bardzo dobrze oceniły grę aktorek.
Dla „Le Point” film jest trochę „niezręczny”, ale „piękny, mroczny i nieoczekiwany”.
W Polsce Małgorzata Piwowar pisała w „Rzeczpospolitej”, że „film żadnych sekretów [natury ludzkiej] nie ujawnia, chyba że uzna się za rewelację, że bohaterki wykonują swoją pracę nie tylko dla pieniędzy, ale i dla przyjemności”. Tadeusz Sobolewski z „Gazety Wyborczej” stwierdził, że główna bohaterka „jak na swoją dziennikarską profesję – wydaje się trochę zbyt naiwna w niektórych reakcjach”, jednak film „dotyka zakłamania naszej cywilizacji propagującej zarazem wzorce wyuzdane i mieszczańskie”. Dla Filmu to dzieło to „burza w szklance wody [...] sceny gdy pan sika na panią, a inny pan wkłada innej pani butelkę w... domyślcie się sami. „Sponsoring” wypełniają banały [...] które brzmią fałszywie”.
Sponsoring był pokazywany na festiwalu w Berlinie.

## Obsada
- Juliette Binoche – Anna
- Joanna Kulig – Alicja
- Anaïs Demoustier – Charlotte
- Louis-Do de Lencquesaing – Patrick
- Krystyna Janda – matka Alicji
- Andrzej Chyra – klient sadysta
- Ali Marhyar – Saïd
- François Civil – Florent
- Pablo Beugnet – Stéphane
- Valérie Dréville – matka Charlotte
- Jean-Louis Coullo’ch – ojciec Charlotte
- Arthur Moncla – Thomas
- Scali Delpeyrat – Charles
- Laurence Ragon – Colette
- Alain Libolt – mąż Colette
- Jean-Marie Binoche – ojciec Anny